# Polove, Bar
Polove (în ucraineană Польове) este un sat în comuna Lisove din raionul Bar, regiunea Vinnița, Ucraina.

## Demografie
Componența lingvistică a localității Polove
     Ucraineană (100%)
Conform recensământului din 2001, toată populația localității Polove era vorbitoare de ucraineană (100%).